# 안젤라 비즐리

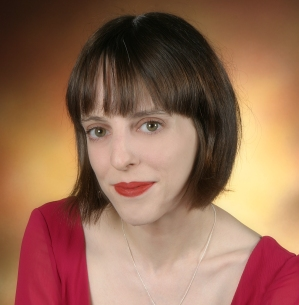
안젤라 비즐리

안젤라 비즐리(Angela Beesley, 1977년 8월 3일)는 영국 출신의 인터넷 기업가로 위키미디어 재단의 전 자원봉사 사용자 대표이다.
비슬리는 영국 잉글랜드 지방의 도시 노르위치에서 1977년에 태어나 메이드스톤과 콜체스터에서 성장하였다. 대학에서는 심리학을 전공하였고 우등 학위를 취득했다. 에스톤 대학을 졸업한 후 약 1년간 에스톤에 있는 학습장애와 발달 평가연구소에서 조교로 활동하였으며, 이후 버어크셔에 본부를 둔 국립교육연구재단에서 잉글랜드와 웨일스의 교육평가안 개발에 일을 하였다.
2004년 10월에 지미 웨일스와 함께 웹사이트 위키아(Wikia)를 시작하여 커뮤니티·매니저를 맡았다. 2005년에는 공저로 위키에 대한 서적을 출판했다.
2006년 5월에 위키미디어 재단의 이사회로부터 물러날 것이라고 발표하였고, 7월에 사임했다. 다음 해 2007년 1월에, 위키미디어 재단 자문 위원회의 위원으로 취임, 위원장을 맡고 있다.
비즐리는 영국과 독일, 오스트레일리아에서 거주한 경험이 있다.